# Prosadenoporus fujianensis
Prosadenoporus fujianensis är en djurart som tillhör fylumet slemmaskar, och som först beskrevs av Sun 2001.  Prosadenoporus fujianensis ingår i släktet Prosadenoporus och familjen Prosorhochmidae. Inga underarter finns listade i Catalogue of Life.